# Isla Shemya
Shemya o Simiya es una pequeña isla localizada en el archipiélago de las islas Semichi, en el grupo de las islas Near de las islas Aleutianas, Alaska. Shemya ocupa una superficie de 15,289 km². Se encuentra ubicada a unos 1900 km al suroeste de Anchorage (Alaska).
Desde 1943 la isla posee una estación meteorológica, de radar y de vigilancia de la Fuerza Aérea de los Estados Unidos, además de una estación de reabastecimiento de combustible para aeronaves. En ella llegaron a trabajar 1500 personas en la década de 1960. Actualmente el personal encargado de la estación es de unas 180 personas.